# نبرد یائو-واکائه
نبرد یائو (به ژاپنی: 八尾の戦い Yao no tatakai)، رویارویی بود که در سال ۱۶۱۵ در اوایل دوره ادو در ژاپن روی داد. این نبرد در سال ۱۶۱۵ در جریان محاصره اوساکا رخ داد، که در آن توکوگاوا ایه‌یاسو قصد داشت خاندان تویوتومی را نابود کند.